# Podkanclerzy
Podkanclerzy – zastępca kanclerza, jeden z najwyższych urzędników państwowych w dawnej Polsce, wchodził w skład rady królewskiej i Senatu. Początkowo urząd ten był lokalnej formy i małego znaczenia. Wysoki status podkanclerzy osiągnął za Bolesława Wstydliwego, który starając się osłabić rolę wojewody krakowskiego, promował kanclerza i tym samym jego zastępcę. W średniowieczu urzędy te pełnili przeważnie duchowni. W czasach Władysława Łokietka kanclerz i podkanclerzy osiągnęli status urzędników centralnych; od XIV wieku zastępca kanclerza tytułował się podkanclerzy Królestwa Polskiego. Podkanclerzy prowadził korespondencję dyplomatyczną; jako szef kancelarii wystawiał przywileje i nadania królewskie oraz inne akty związane z wewnętrzną organizacją państwa. Moc prawna i zakres obowiązków podkanclerzego były identyczne z kanclerskimi; różniła ich tylko wielkość pieczęci (większa i mniejsza) stąd późniejsza nazwa pieczętarze.